# Bofrost Cup on Ice
Bofrost Cup on Ice, também denominado Fujifilm Trophy (1986–1987), Nations Cup (1989–1997), e Sparkassen Cup on Ice (1998–2001), foi uma competição internacional e anual de patinação artística no gelo disputado entre 1986 e 2004, e que fez parte do calendário do Grand Prix ISU, sendo posteriormente substituído a partir de 2003 pela Cup of China. A competição tinha quatro eventos: individual masculino, individual feminino, duplas e dança no gelo.

## Edições
| Ano  | Edição               | Cidade sede          | Sênior               | Sênior               | Sênior               | Sênior               | Ref         |
| Ano  | Edição               | Cidade sede          | M                    | F                    | P                    | D                    | Ref         |
| ---- | -------------------- | -------------------- | -------------------- | -------------------- | -------------------- | -------------------- | ----------- |
| 1986 | 1.ª                  | Frankfurt am Main    | •                    | •                    | •                    | •                    | [ 1 ] [ 2 ] |
| 1987 | 2.ª                  | Frankfurt am Main    | •                    | •                    | •                    | •                    | [ 1 ] [ 2 ] |
| 1988 | Não houve competição | Não houve competição | Não houve competição | Não houve competição | Não houve competição | Não houve competição | [ 1 ] [ 2 ] |
| 1989 | 3.ª                  | Gelsenkirchen        | •                    | •                    | •                    | •                    | [ 1 ] [ 2 ] |
| 1990 | 4.ª                  | Gelsenkirchen        | •                    | •                    | •                    | •                    | [ 1 ] [ 2 ] |
| 1991 | 5.ª                  | Gelsenkirchen        | •                    | •                    | •                    | •                    | [ 1 ] [ 2 ] |
| 1992 | 6.ª                  | Gelsenkirchen        | •                    | •                    | •                    | •                    | [ 1 ] [ 2 ] |
| 1993 | 7.ª                  | Gelsenkirchen        | •                    | •                    | •                    | •                    | [ 1 ] [ 2 ] |
| 1994 | 8.ª                  | Gelsenkirchen        | •                    | •                    | •                    | •                    | [ 1 ] [ 2 ] |
| 1995 | 9.ª                  | Gelsenkirchen        | •                    | •                    | •                    | •                    | [ 1 ] [ 2 ] |
| 1996 | 10.ª                 | Gelsenkirchen        | •                    | •                    | •                    | •                    | [ 1 ] [ 2 ] |
| 1997 | 11.ª                 | Gelsenkirchen        | •                    | •                    | •                    | •                    | [ 1 ] [ 2 ] |
| 1998 | 12.ª                 | Gelsenkirchen        | •                    | •                    | •                    | •                    | [ 1 ] [ 2 ] |
| 1999 | 13.ª                 | Gelsenkirchen        | •                    | •                    | •                    | •                    | [ 1 ] [ 2 ] |
| 2000 | 14.ª                 | Gelsenkirchen        | •                    | •                    | •                    | •                    | [ 1 ] [ 2 ] |
| 2001 | 15.ª                 | Gelsenkirchen        | •                    | •                    | •                    | •                    | [ 1 ] [ 2 ] |
| 2002 | 16.ª                 | Gelsenkirchen        | •                    | •                    | •                    | •                    | [ 1 ] [ 2 ] |
| 2003 | 17.ª                 | Gelsenkirchen        | •                    | •                    | •                    | •                    | [ 1 ] [ 2 ] |
| 2004 | 18.ª                 | Gelsenkirchen        | •                    | •                    | •                    | •                    | [ 1 ] [ 2 ] |

Legenda
- Parte do Grand Prix ISU

## Lista de medalhistas

### Individual masculino
| Evento                            | Ouro                                | Prata                               | Bronze                           |
| Frankfurt am Main 1986 (detalhes) | Petr Barna · Tchecoslováquia        | Alessandro Riccitelli · Itália      | Zhang Shubin · China             |
| Frankfurt am Main 1987 (detalhes) | Christopher Bowman · Estados Unidos | Vladimir Petrenko · União Soviética | Makoto Kano · Japão              |
| 1988                              | Não houve competição                | Não houve competição                | Não houve competição             |
| Gelsenkirchen 1989 (detalhes)     | Petr Barna · Tchecoslováquia        | Viktor Petrenko · União Soviética   | Paul Wylie · Estados Unidos      |
| Gelsenkirchen 1990 (detalhes)     | Kurt Browning · Canadá              | Todd Eldredge · Estados Unidos      | Ronny Winkler · Alemanha         |
| Gelsenkirchen 1991 (detalhes)     | Mark Mitchell · Estados Unidos      | Mirko Eichhorn · Alemanha           | Daniel Weiss · Alemanha          |
| Gelsenkirchen 1992 (detalhes)     | Todd Eldredge · Estados Unidos      | Alexei Urmanov · Rússia             | Viacheslav Zagorodniuk · Ucrânia |
| Gelsenkirchen 1993 (detalhes)     | Viktor Petrenko · Ucrânia           | Scott Davis · Estados Unidos        | Sébastien Britten · Canadá       |
| Gelsenkirchen 1994 (detalhes)     | Elvis Stojko · Canadá               | Shepherd Clark · Estados Unidos     | Dmitri Dmitrenko · Ucrânia       |
| Gelsenkirchen 1995 (detalhes)     | Viacheslav Zagorodniuk · Ucrânia    | Alexei Urmanov · Rússia             | Todd Eldredge · Estados Unidos   |
| Gelsenkirchen 1996 (detalhes)     | Alexei Urmanov · Rússia             | Dmitri Dmitrenko · Ucrânia          | Alexei Yagudin · Rússia          |
| Gelsenkirchen 1997 (detalhes)     | Elvis Stojko · Canadá               | Igor Pashkevich · Azerbaijão        | Alexander Abt · Rússia           |
| Gelsenkirchen 1998 (detalhes)     | Alexei Yagudin · Rússia             | Alexander Abt · Rússia              | Andrejs Vlascenko · Alemanha     |
| Gelsenkirchen 1999 (detalhes)     | Evgeni Plushenko · Rússia           | Guo Zhengxin · China                | Matthew Savoie · Estados Unidos  |
| Gelsenkirchen 2000 (detalhes)     | Evgeni Plushenko · Rússia           | Timothy Goebel · Estados Unidos     | Li Chengjiang · China            |
| Gelsenkirchen 2001 (detalhes)     | Evgeni Plushenko · Rússia           | Timothy Goebel · Estados Unidos     | Li Chengjiang · China            |
| Gelsenkirchen 2002 (detalhes)     | Evgeni Plushenko · Rússia           | Alexander Abt · Rússia              | Li Chengjiang · China            |
| Gelsenkirchen 2003 (detalhes)     | Stefan Lindemann · Alemanha         | Jeffrey Buttle · Canadá             | Silvio Smalun · Alemanha         |
| Gelsenkirchen 2004 (detalhes)     | Stefan Lindemann · Alemanha         | Ben Ferreira · Canadá               | Matthew Savoie · Estados Unidos  |
| Referências:                      |                                     |                                     |                                  |

### Individual feminino
| Evento                            | Ouro                              | Prata                                | Bronze                               |
| Frankfurt am Main 1986 (detalhes) | Dianne Takeuchi · Canadá          | Caishu Fu · China                    | Cornelia Renner · Alemanha Ocidental |
| Frankfurt am Main 1987 (detalhes) | Midori Ito · Japão                | Jill Trenary · Estados Unidos        | Natalia Gorbenko · União Soviética   |
| 1988                              | Não houve competição              | Não houve competição                 | Não houve competição                 |
| Gelsenkirchen 1989 (detalhes)     | Tonya Harding · Estados Unidos    | Marina Kielmann · Alemanha Ocidental | Patricia Neske · Alemanha Ocidental  |
| Gelsenkirchen 1990 (detalhes)     | Kristi Yamaguchi · Estados Unidos | Evelyn Großmann · Alemanha           | Karen Preston · Canadá               |
| Gelsenkirchen 1991 (detalhes)     | Nancy Kerrigan · Estados Unidos   | Marina Kielmann · Alemanha           | Laetitia Hubert · França             |
| Gelsenkirchen 1992 (detalhes)     | Surya Bonaly · França             | Tanya Bingert · Canadá               | Marina Kielmann · Alemanha           |
| Gelsenkirchen 1993 (detalhes)     | Tanja Szewczenko · Alemanha       | Oksana Baiul · Ucrânia               | Rena Inoue · Japão                   |
| Gelsenkirchen 1994 (detalhes)     | Marina Kielmann · Alemanha        | Elena Liashenko · Ucrânia            | Tanja Szewczenko · Alemanha          |
| Gelsenkirchen 1995 (detalhes)     | Michelle Kwan · Estados Unidos    | Maria Butyrskaya · Rússia            | Nicole Bobek · Estados Unidos        |
| Gelsenkirchen 1996 (detalhes)     | Irina Slutskaya · Rússia          | Tara Lipinski · Estados Unidos       | Vanessa Gusmeroli · França           |
| Gelsenkirchen 1997 (detalhes)     | Tanja Szewczenko · Alemanha       | Irina Slutskaya · Rússia             | Elena Liashenko · Ucrânia            |
| Gelsenkirchen 1998 (detalhes)     | Elena Sokolova · Rússia           | Yulia Lavrenchuk · Ucrânia           | Maria Butyrskaya · Rússia            |
| Gelsenkirchen 1999 (detalhes)     | Maria Butyrskaya · Rússia         | Elena Liashenko · Ucrânia            | Irina Slutskaya · Rússia             |
| Gelsenkirchen 2000 (detalhes)     | Maria Butyrskaya · Rússia         | Sarah Hughes · Estados Unidos        | Tatiana Malinina · Uzbequistão       |
| Gelsenkirchen 2001 (detalhes)     | Maria Butyrskaya · Rússia         | Yoshie Onda · Japão                  | Angela Nikodinov · Estados Unidos    |
| Gelsenkirchen 2002 (detalhes)     | Yoshie Onda · Japão               | Fumie Suguri · Japão                 | Susanna Pöykiö · Finlândia           |
| Gelsenkirchen 2003 (detalhes)     | Joannie Rochette · Canadá         | Susanna Pöykiö · Finlândia           | Júlia Sebestyén · Hungria            |
| Gelsenkirchen 2004 (detalhes)     | Jane Bugaeva · Estados Unidos     | Constanze Paulinus · Alemanha        | Annie Bellemare · Canadá             |
| Referências:                      |                                   |                                      |                                      |

### Duplas
| Evento                            | Ouro                                                    | Prata                                               | Bronze                                                 |
| Frankfurt am Main 1986 (detalhes) | Melanie Gaylor · Lee Barkell · Canadá                   | Colette May · Carl Nelson · Reino Unido             | Kerstin Kiminus · Stefan Pfrengle · Alemanha Ocidental |
| Frankfurt am Main 1987 (detalhes) | Jill Watson · Peter Oppegard · Estados Unidos           | Laurene Collin · John Penticost · Canadá            | Brigitte Groh · Holger Maletz · Alemanha Oriental      |
| 1988                              | Não houve competição                                    | Não houve competição                                | Não houve competição                                   |
| Gelsenkirchen 1989 (detalhes)     | Elena Bechke · Denis Petrov · União Soviética           | Peggy Schwarz · Alexander König · Alemanha Oriental | Calla Urbanski · Mark Naylor · Estados Unidos          |
| Gelsenkirchen 1990 (detalhes)     | Natalia Mishkutionok · Artur Dmitriev · União Soviética | Christine Hough · Doug Ladret · Canadá              | Radka Kovaříková · René Novotný · Tchecoslováquia      |
| Gelsenkirchen 1991 (detalhes)     | Isabelle Brasseur · Lloyd Eisler · Canadá               | Evgenia Shishkova · Vadim Naumov · União Soviética  | Radka Kovaříková · René Novotný · Tchecoslováquia      |
| Gelsenkirchen 1992 (detalhes)     | Mandy Wötzel · Ingo Steuer · Alemanha                   | Kyoko Ina · Jason Dungjen · Estados Unidos          | Oksana Kazakova · Dmitri Sukhanov · Rússia             |
| Gelsenkirchen 1993 (detalhes)     | Evgenia Shishkova · Vadim Naumov · Rússia               | Mandy Wötzel · Ingo Steuer · Alemanha               | Kyoko Ina · Jason Dungjen · Estados Unidos             |
| Gelsenkirchen 1994 (detalhes)     | Mandy Wötzel · Ingo Steuer · Alemanha                   | Oksana Kazakova · Dmitri Sukhanov · Rússia          | Stephanie Stiegler · Lance Travis · Estados Unidos     |
| Gelsenkirchen 1995 (detalhes)     | Marina Eltsova · Andrei Bushkov · Rússia                | Mandy Wötzel · Ingo Steuer · Alemanha               | Elena Berezhnaya · Oleg Shliakhov · Letónia            |
| Gelsenkirchen 1996 (detalhes)     | Mandy Wötzel · Ingo Steuer · Alemanha                   | Marina Eltsova · Andrei Bushkov · Rússia            | Kyoko Ina · Jason Dungjen · Estados Unidos             |
| Gelsenkirchen 1997 (detalhes)     | Mandy Wötzel · Ingo Steuer · Alemanha                   | Elena Berezhnaya · Anton Sikharulidze · Rússia      | Evgenia Filonenko · Igor Marchenko · Ucrânia           |
| Gelsenkirchen 1998 (detalhes)     | Maria Petrova · Alexei Tikhonov · Rússia                | Peggy Schwarz · Mirko Müller · Alemanha             | Tiffany Stiegler · Johnnie Stiegler · Estados Unidos   |
| Gelsenkirchen 1999 (detalhes)     | Maria Petrova · Alexei Tikhonov · Rússia                | Jamie Salé · David Pelletier · Canadá               | Shen Xue · Zhao Hongbo · China                         |
| Gelsenkirchen 2000 (detalhes)     | Sarah Abitbol · Stéphane Bernadis · França              | Maria Petrova · Alexei Tikhonov · Rússia            | Tatiana Totmianina · Maxim Marinin · Rússia            |
| Gelsenkirchen 2001 (detalhes)     | Shen Xue · Zhao Hongbo · China                          | Kyoko Ina · John Zimmerman · Estados Unidos         | Maria Petrova · Alexei Tikhonov · Rússia               |
| Gelsenkirchen 2002 (detalhes)     | Shen Xue · Zhao Hongbo · China                          | Julia Obertas · Alexei Sokolov · Rússia             | Dorota Zagórska · Mariusz Siudek · Polónia             |
| Gelsenkirchen 2003 (detalhes)     | Valérie Marcoux · Craig Buntin · Canadá                 | Julia Obertas · Sergei Slavnov · Rússia             | Elizabeth Putnam · Sean Wirtz · Canadá                 |
| Gelsenkirchen 2004 (detalhes)     | Viktoria Borzenkova · Andrei Chuvilaev · Rússia         | Valérie Marcoux · Craig Buntin · Canadá             | Rebecca Handke · Daniel Wende · Alemanha               |
| Referências:                      |                                                         |                                                     |                                                        |

### Dança no gelo
| Evento                            | Ouro                                                  | Prata                                                      | Bronze                                                       |
| Frankfurt am Main 1986 (detalhes) | Lia Trovati · Roberto Pelizzola · Itália              | Elizabeth Coates · Alan Abretti · Reino Unido              | Dominique Yvon · Frédéric Palluel · França                   |
| Frankfurt am Main 1987 (detalhes) | Marina Klimova · Sergei Ponomarenko · União Soviética | Antonia Becherer · Ferdinand Becherer · Alemanha Ocidental | Michela Malingambi · Andrea Gilardi · Itália                 |
| 1988                              | Não houve competição                                  | Não houve competição                                       | Não houve competição                                         |
| Gelsenkirchen 1989 (detalhes)     | Maya Usova · Alexander Zhulin · União Soviética       | Suzanne Semanick · Ron Kravette · Estados Unidos           | Andrea Weppelmann · Hendryk Schamberger · Alemanha Ocidental |
| Gelsenkirchen 1990 (detalhes)     | Irina Romanova · Igor Yaroshenko · União Soviética    | April Sargent · Russ Witherby · Estados Unidos             | Anna Croci · Luca Mantovani · Itália                         |
| Gelsenkirchen 1991 (detalhes)     | Tatiana Navka · Samuel Gezalian · União Soviética     | Kateřina Mrázová · Martin Šimeček · Tchecoslováquia        | April Sargent-Thomas · Russ Witherby · Estados Unidos        |
| Gelsenkirchen 1992 (detalhes)     | Anjelika Krylova · Vladimir Fedorov · Rússia          | Stefania Calegari · Pasquale Camerlengo · Itália           | Jennifer Goolsbee · Hendryk Schamberger · Alemanha           |
| Gelsenkirchen 1993 (detalhes)     | Irina Romanova · Igor Yaroshenko · Ucrânia            | Kateřina Mrázová · Martin Šimeček · República Tcheca       | Elena Kustarova · Oleg Ovsyannikov · Rússia                  |
| Gelsenkirchen 1994 (detalhes)     | Marina Anissina · Gwendal Peizerat · França           | Margarita Drobiazko · Povilas Vanagas · Lituânia           | Jennifer Boyce · Michel Brunet · Canadá                      |
| Gelsenkirchen 1995 (detalhes)     | Anjelika Krylova · Oleg Ovsyannikov · Rússia          | Irina Romanova · Igor Yaroshenko · Ucrânia                 | Irina Lobacheva · Ilia Averbukh · Rússia                     |
| Gelsenkirchen 1996 (detalhes)     | Anjelika Krylova · Oleg Ovsyannikov · Rússia          | Shae-Lynn Bourne · Viktor Kraatz · Canadá                  | Sophie Moniotte · Pascal Lavanchy · França                   |
| Gelsenkirchen 1997 (detalhes)     | Anjelika Krylova · Oleg Ovsyannikov · Rússia          | Marina Anissina · Gwendal Peizerat · França                | Irina Romanova · Igor Yaroshenko · Ucrânia                   |
| Gelsenkirchen 1998 (detalhes)     | Anjelika Krylova · Oleg Ovsyannikov · Rússia          | Shae-Lynn Bourne · Viktor Kraatz · Canadá                  | Kati Winkler · René Lohse · Alemanha                         |
| Gelsenkirchen 1999 (detalhes)     | Shae-Lynn Bourne · Viktor Kraatz · Canadá             | Kati Winkler · René Lohse · Alemanha                       | Albena Denkova · Maxim Staviski · Bulgária                   |
| Gelsenkirchen 2000 (detalhes)     | Barbara Fusar-Poli · Maurizio Margaglio · Itália      | Margarita Drobiazko · Povilas Vanagas · Lituânia           | Shae-Lynn Bourne · Viktor Kraatz · Canadá                    |
| Gelsenkirchen 2001 (detalhes)     | Barbara Fusar-Poli · Maurizio Margaglio · Itália      | Marie-France Dubreuil · Patrice Lauzon · Canadá            | Natalia Romaniuta · Daniil Barantsev · Rússia                |
| Gelsenkirchen 2002 (detalhes)     | Albena Denkova · Maxim Staviski · Bulgária            | Galit Chait · Sergei Sakhnovsky · Israel                   | Kati Winkler · René Lohse · Alemanha                         |
| Gelsenkirchen 2003 (detalhes)     | Marie-France Dubreuil · Patrice Lauzon · Canadá       | Kati Winkler · René Lohse · Alemanha                       | Federica Faiella · Massimo Scali · Itália                    |
| Gelsenkirchen 2004 (detalhes)     | Albena Denkova · Maxim Staviski · Bulgária            | Isabelle Delobel · Olivier Schoenfelder · França           | Ekaterina Rubleva · Ivan Shefer · Rússia                     |
| Referências:                      |                                                       |                                                            |                                                              |